# Championnat de Belgique de football de deuxième division 1959-1960
Navigation
saison précédente saison suivante
Le Championnat de Belgique de football de deuxième division 1959-1960 est la 43e édition du championnat de deuxième niveau national en Belgique. En Belgique francophone, cette division est appelée « Division 2 » ou « D2 ».
Il oppose 16 équipes, qui s'affrontent deux fois chacune en matches aller-retour. Au terme de la saison, le champion et son dauphin sont promus en Division 1 pour la prochaine saison. Les deux derniers classés sont relégués en Division 3.
« Des relégués en difficultés et un promu qui se met à rêver » peut être un bon résumé de ce championnat.

## Clubs participants 1959-1960
Seize clubs prennent part à cette édition, soit le même nombre que lors de la compétition précédente.
Les matricules renseignés en gras existent encore lors de la saison « 2012-2013 ».
| #  | Nom                                   | Mat. | Ville      | Stades         | En D2 depuis  | Total en D2 | Saison précéd.     |
| -- | ------------------------------------- | ---- | ---------- | -------------- | ------------- | ----------- | ------------------ |
| 1  | Royal Tilleur Football Club           | 21   | Tilleur    | Buraufosse     | 1959-60 (1re) | 25 s        | Div. 1 16e         |
| 2  | Royal Racing Club Tournaisien         | 36   | Tournai    | Drève de Maire | 1959-60 (1re) | 11 s        | Div. 1 15e         |
| 3  | Royal Cercle Sportif Brugeois         | 12   | Bruges     | E. De Smedt    | 1956-57 (4e)  | 12 s        | 3e                 |
| 4  | Royal Football Club Sérésien          | 17   | Seraing    | du Pairay      | 1958-59 (2e)  | 22 s        | 14e                |
| 5  | Koninklijke Kortrijk Sports           | 19   | Courtrai   | Guldensporen   | 1943-44 (16e) | 25 s        | 9e                 |
| 6  | Royal Charleroi Sporting Club         | 22   | Charleroi  | du Mambourg    | 1957-58 (3e)  | 14 s        | 8e                 |
| 7  | Koninklijke Racing Club Mechelen      | 24   | Malines    | Van Kesbeeck   | 1958-59 (2e)  | 14 s        | 11e                |
| 8  | Koninklijke Football Club Malinois    | 25   | Malines    | A. de Kazerne  | 1956-57 (4e)  | 15 s        | 5e                 |
| 9  | Koninklijke Football Club Diest       | 41   | Diest      | De Warande     | 1957-58 (3e)  | 3 s         | 6e                 |
| 10 | Royal White Star Athletic Club        | 47   | Wol.-St-L. | rue Kelle      | 1947-48 (12e) | 23 s        | 10e                |
| 11 | Koninklijke Lyra                      | 52   | Lierre     | Lyrastadion    | 1954-55 (6e)  | 27 s        | 7e                 |
| 12 | Koninklijke Sportclub Eendracht Aalst | 90   | Alost      | Bredestraat    | 1957-58 (3e)  | 10 s        | 4e                 |
| 13 | Koninklijke Sint-Niklaasse Sportkring | 221  | St-Nicolas | Puyenbeke      | 1947-48 (13e) | 15 s        | 12e                |
| 14 | Patro Eisden                          | 3434 | Eisden     | Castagnelaan   | 1956-57 (4e)  | 4 s         | 13e                |
| 15 | Royal Racing Club de Bruxelles        | 6    | Bruxelles  | du Heysel      | 1959-60 (1re) | 14 s        | 1re Div. 3 Série A |
| 16 | Kon. OLSE Merksem Sportclub           | 544  | Merksem    | Gemeentelijk   | 1959-60 (1re) | 1 s         | 1re Div. 3 Série B |

- Merksem, OLSE = Oude-Leerlingen St-Eduardus, anciens élèves de (école) Saint-Édouard

### Localisations
| \| OLSE Merksem Lyra FC Malinois RC Mechelen CS Brugeois Courtrai E. Aalst St-Nicolas White Star Racing CB Charleroi P. Eisden Diest Seraing Tilleur RC Tournai \| Localisation des clubs engagés en Division 2 1959-1960 |
| OLSE Merksem Lyra FC Malinois RC Mechelen CS Brugeois Courtrai E. Aalst St-Nicolas White Star Racing CB Charleroi P. Eisden Diest Seraing Tilleur RC Tournai                                                              |

## Déroulement de la compétition

### Premier tour
Ce premier tour se déroule du 6 septembre 1959 au 20 décembre 1959. Le brouillard perturbe la 9e journée en Province de Flandre orientale. Une rencontre est arrêtée. Elle n'est reprogrammée qu'entre les 23e et 24e journées. 

### Deuxième tour
Deux matchs de la journée n°19 ne peuvent se jouer en raison de la neige. Ils sont replanifiés trois semaines plus tard. 
Ce deuxième tour se déroule du 27 décembre 1959 au 8 mai 1960.

## Résultats et Classements
- Le nom des clubs est celui employé à l'époque

Légende
- Champion et promu en Division 1 la saison suivante
- Promu en Division 1 la saison suivante
- Clubs devant disputer un « test-match » pour désigner le promu  en Division 1 la saison suivante
- Clubs devant disputer un test-match pour assurer leur maintien
- clubs relégués en Division 3 la saison suivante

Abréviations
 : Relégué de Division 1
 : Promu de Division 3

### Classement final
| Rang | Équipe                | Pts | J  | G  | N  | P  | Bp | Bc | Diff |
| ---- | --------------------- | --- | -- | -- | -- | -- | -- | -- | ---- |
| 1    | K. SC EENDRACHT AALST | 43  | 30 | 18 | 7  | 5  | 62 | 38 | +24  |
| 2    | Patro Eisden          | 39  | 30 | 17 | 5  | 8  | 59 | 32 | +27  |
| 3    | R. CS Brugeois        | 39  | 30 | 17 | 5  | 8  | 52 | 36 | +16  |
| 4    | K. OLSE Merksem SC    | 36  | 30 | 15 | 6  | 9  | 46 | 48 | -2   |
| 5    | K. FC Malinois        | 34  | 30 | 13 | 8  | 9  | 48 | 35 | +13  |
| 6    | K. Lyra               | 31  | 30 | 13 | 5  | 12 | 50 | 49 | +1   |
| 7    | K. FC Diest           | 31  | 30 | 15 | 1  | 14 | 50 | 50 | 0    |
| 8    | R. Racing CB          | 30  | 30 | 11 | 8  | 11 | 49 | 44 | +5   |
| 9    | R. Charleroi SC       | 29  | 30 | 11 | 7  | 12 | 36 | 46 | -10  |
| 10   | K. Sint-Niklaasse SK  | 28  | 30 | 9  | 10 | 11 | 53 | 47 | +6   |
| 11   | K. Kortrijk Sport     | 28  | 30 | 11 | 6  | 13 | 45 | 47 | -2   |
| 12   | R. White Star AC      | 25  | 30 | 8  | 9  | 13 | 38 | 45 | -7   |
| 13   | R. Tilleur FC         | 24  | 30 | 10 | 4  | 16 | 43 | 57 | -14  |
| 14   | R. RC Tournai         | 23  | 30 | 9  | 5  | 16 | 38 | 49 | -11  |
| 15   | K. RC Mechelen        | 23  | 30 | 9  | 5  | 16 | 32 | 48 | -16  |
| 16   | R. FC Sérésien        | 17  | 30 | 4  | 9  | 17 | 25 | 55 | -30  |

### Tableau des résultats
| Résultats (▼dom., ►ext.)                                   | AAL | CSB | RCB | CHA | DIE | PAT | KOR | LYR | MAL | RCM | MER | SER | STN | TIL | TOU | WHI |
| K. SC Eendracht Aalst                                      |     | 3-2 | 1-0 | 1-2 | 3-2 | 2-3 | 4-2 | 1-0 | 3-0 | 3-2 | 1-3 | 2-1 | 3-1 | 1-1 | 2-2 | 5-1 |
| R. CS Brugeois                                             | 2-2 |     | 0-3 | 2-1 | 5-2 | 0-1 | 4-2 | 2-0 | 1-0 | 1-0 | 0-0 | 5-0 | 2-1 | 2-0 | 1-0 | 2-1 |
| R. Racing CB                                               | 1-1 | 2-2 |     | 1-1 | 4-0 | 1-1 | 3-1 | 3-2 | 0-1 | 2-1 | 2-1 | 4-1 | 4-2 | 0-4 | 5-1 | 1-1 |
| R. Charleroi SC                                            | 0-3 | 0-2 | 2-0 |     | 2-1 | 2-0 | 2-2 | 3-3 | 0-0 | 1-1 | 1-0 | 0-0 | 2-1 | 2-1 | 0-1 | 2-1 |
| K. FC Diest                                                | 3-1 | 0-1 | 2-1 | 7-1 |     | 0-1 | 2-1 | 1-0 | 3-1 | 2-0 | 3-1 | 5-1 | 5-2 | 4-1 | 0-3 | 2-0 |
| Patro Eisden                                               | 1-1 | 1-3 | 0-2 | 1-1 | 3-0 |     | 0-1 | 1-2 | 2-1 | 3-1 | 2-0 | 6-1 | 2-2 | 2-1 | 4-1 | 4-0 |
| K. Kortrijk Sport                                          | 1-1 | 0-1 | 2-3 | 0-4 | 2-1 | 2-1 |     | 6-1 | 1-1 | 1-0 | 3-0 | 1-1 | 0-0 | 5-0 | 2-1 | 1-1 |
| K. Lyra                                                    | 1-3 | 2-1 | 5-1 | 2-0 | 0-1 | 0-0 | 2-0 |     | 2-0 | 6-1 | 1-3 | 2-1 | 0-0 | 0-1 | 2-1 | 0-3 |
| R. FC Malinois                                             | 3-1 | 2-1 | 2-2 | 2-0 | 5-0 | 2-3 | 3-0 | 1-1 |     | 2-2 | 3-0 | 1-2 | 2-1 | 1-1 | 4-1 | 2-1 |
| K. RC Mechelen                                             | 1-1 | 0-2 | 1-0 | 2-0 | 3-0 | 0-5 | 2-0 | 0-2 | 0-3 |     | 1-3 | 0-0 | 0-2 | 0-0 | 3-1 | 2-1 |
| K. OLSE Merksem SC                                         | 0-3 | 3-1 | 3-2 | 2-1 | 1-0 | 2-1 | 2-1 | 4-4 | 1-1 | 0-5 |     | 1-0 | 2-2 | 2-0 | 1-0 | 2-0 |
| R. FC Sérésien                                             | 1-3 | 0-2 | 1-1 | 1-2 | 0-1 | 0-1 | 2-1 | 1-2 | 0-1 | 2-0 | 0-0 |     | 4-1 | 1-1 | 1-3 | 1-1 |
| K. St-Niklaasse SK                                         | 0-1 | 2-2 | 2-0 | 3-0 | 1-1 | 2-5 | 1-3 | 4-0 | 0-0 | 2-0 | 4-0 | 6-1 |     | 5-1 | 1-1 | 0-0 |
| R. Tilleur FC                                              | 1-3 | 4-1 | 2-1 | 2-1 | 3-1 | 0-2 | 4-1 | 2-5 | 1-3 | 2-0 | 3-4 | 1-0 | 1-2 |     | 3-2 | 2-3 |
| R. RC Tournaisien                                          | 0-1 | 3-1 | 1-0 | 1-2 | 0-1 | 0-2 | 0-2 | 1-2 | 3-0 | 0-2 | 2-2 | 1-1 | 3-1 | 1-0 |     | 3-2 |
| R. White Star AC                                           | 1-2 | 1-1 | 0-0 | 3-1 | 3-0 | 2-1 | 0-1 | 3-1 | 2-1 | 1-2 | 1-3 | 0-0 | 2-2 | 2-0 | 1-1 |     |
| - Victoire à domicile - Match nul - Victoire à l'extérieur |     |     |     |     |     |     |     |     |     |     |     |     |     |     |     |     |

### Leader du classement journée par journée
Lors des premières journées, ou ultérieurement, en cas d'égalité de point et du plus petit nombre de défaite, la meilleure différence de buts est prise en compte, même si celle n'est n'est pas décisive pour la fédération belge.
- 1re journée : Vainqueur « 0-4 » au Racing CB, Tilleur est classé premier « à la différence de buts » des quatre vainqueurs de la journée initiale.
- 11e journée : deux formations sont à stricte égalité : de points (15), de défaites concédées (3) et aussi en termes de différence de but (+6) ! Dans la frise ci-dessous, la préséance est donnée au CS Brugeois (21-15) sur OLSE Merksem (17-11). Cette situation se prolonge au soir de la journée n°12, puis Merksem retrouve seul les commandes malgré un partage, car le « Cercle » s'incline.
- 16e journée : Malgré un partage (2-2) contre Alost, les « Verts et Noirs brugeois » reviennent à égalité de points et de défaites avec Merksem, battu au « Club Malinois » (3-0). Le « matricule 12 » a désormais une meilleure différence de buts que « OLSE ».

Jounée en tête...
- K. SC Eendracht Aalst : 15 journées
- K. OLSE Merksem SC et R. CS Brugeois : 6 journées
- R. FC Malinois : 2 journées
- R. Tilleur FC : 1 journée

### «Test-match» pour désigner le2emontant
Ce match d'appui se jouer le 15 mai 1960, à 15h00, dans un stade Achter de Kazerne du R. FC Malinois archicomble, à Malines. Les deux formations s'alignent selon le schéma « 2-3-5 ».
Ce match mérite la catégorisation de « match de coupe », d'une part en raison de l'ambiance surchauffée sur les gradins, mais aussi par l'intensité ressentie durant cet après-midi, avec deux équipes volontaires mais adeptes d'une jeu propre et correct. Le Patro Eisden est la meilleure formation sur le terrain, tant dans l'organisation de jeu que dans la percussion offensive. Mais attention de « Cercle de Bruges » ne se présente pas en victime consentante.
Dans un premier temps, essentiellement par contre-attaques, le CS Brugeois fait douter son adversaire. Mais quand celui-ci a mieux repensé son jeu défensif, le gardien limbourgeois n'est plus menacé. C'est dont très logiquement que les « Mauves et Blancs » prennent l'avantage par Marana. Ce dernier frappe à la suite d'un ballon non contrôlé de Baes en raison d'un centre puissant venant de la droite par Decsi.
Un seul but d'avance au repos paraît maigre en regard de la mainmise du Patro sur le match. La domination limbourgeoise se poursuit avec un excellent Verachtert qui sert magnifiquement ses avants à plusieurs reprises. Le gardien des « Verts et Noirs » retarde l'échéance en repoussant ou en captant deux essais de Rutten et un tir de Conings. On retrouve ces deux attaquants peu avant l'heure de jeu. Lez premier servant le second qui fait monter le score à « 0-2 ». La décision est tombée, sauf que les « Patronnés » se relâchent et reculent. Les Brugeois ne se font pas prier pour, enfin, pouvoir développer des offensives plus concrètes.
Il reste une vingtaine de minutes à jouer quand Perot est idéalement servi par Bailliu et fait « 1-2 ». Heureusement pour le team du Limbourg, le « Cercle » manque clairement de précision vers et dans la zone de conclusion. La fin de match est empreinte de suspense puisqu'il n'y a qu'un but d'écart mais Le Patro contrôle, gère et décroche méritoirement la montée en « Division 1 ». Avec ce succès, le « matricule 3434 » devient le 4e club du Limbourg à atteindre l'élite nationale belge.
Rappelons pour l'anecdote que ces deux équipes sont montées en « D2 » la même année en remportant leur série respective de D3. Le match honorifique pour le titre de « Division 3 » avait alors été remporté par le CS Brugeois (1-0).
| Barrage pour la montée     | R. CS Brugeois                                                                              | 1-2     | PATRO EISDEN                                                                                   | | |
| dimanche 15 mai 1960 15h00 | 70e (1-2) Perot                                                                             | (0-1)   | Marana (0-1) 26e · Conings (0-2) 57e                                                           | achter de Kazerne Spectateurs : stade comble Arbitrage : M. Raymond Lespinneux Arbitres assistants : MM. Jef Casteleyn et Edouard Calonne | achter de Kazerne Spectateurs : stade comble Arbitrage : M. Raymond Lespinneux Arbitres assistants : MM. Jef Casteleyn et Edouard Calonne |
| dimanche 15 mai 1960 15h00 | Le Soir                                                                                     |         |                                                                                                | achter de Kazerne Spectateurs : stade comble Arbitrage : M. Raymond Lespinneux Arbitres assistants : MM. Jef Casteleyn et Edouard Calonne | achter de Kazerne Spectateurs : stade comble Arbitrage : M. Raymond Lespinneux Arbitres assistants : MM. Jef Casteleyn et Edouard Calonne |
| dimanche 15 mai 1960 15h00 | Mortier (GK) Roje, Serru De Caluwe, Baas, Demey Nottebaum, Perot, Bailliu, Buysse, Desmaele | Équipes | Segat (GK) Makowski, Cuypers Verachtert, Tetela, Zvan Decsi, Rutten, Schreurs, Conings, Marana | achter de Kazerne Spectateurs : stade comble Arbitrage : M. Raymond Lespinneux Arbitres assistants : MM. Jef Casteleyn et Edouard Calonne | achter de Kazerne Spectateurs : stade comble Arbitrage : M. Raymond Lespinneux Arbitres assistants : MM. Jef Casteleyn et Edouard Calonne |

### «Test-match» pour désigner le2edescendant
Ce match d'appui se jouer le 15 mai 1960, à 15h00, dans un stade Jules Otten de La Gantoise, à Gentbrugge. Les deux formations s'alignent selon le schéma « 2-3-5 ».
Les jaunes et noirs hennuyers démontrent leurs intention dès l'entame qu'il dominent copieusement.  La première occasion nette en pourtant malinoise après une passe approximative de Liègeois. Mais le portier Liénart réagit promptement pour contrer De Weerdt. Ensuite, les échanges s'équilibrent car les deux défenses prennent le dessus sur des secteurs offensifs actifs mais manquant d'efficacité. Deneubourg, pour Tournai, manque l'ouverture du score peu avant le repos.
Rapidement après le retour des vestiaires, Rivière place le RC Tournaisien aux commandes, d'une magnifique volée à la suite d'un ballon dégagé par Verhasselt. Ce but libère les « Jaunes et Noirs » qui orientent ce duel entre Racingmen. Rivière, très présent, offre le second but à Mangain que les Malinois pensent (à tort) en position hors jeu. Les débats restent très corrects, mais on sent les « Verts et Blancs » énervés et donc décontenancés par le 2e but. Et moins de dix minutes plus tard, tombe la troisième réalisation tournaisienne, du pied d'une fantastique Rivière. Si le RC de Malines réduit rapidement l'écart, il n'est plus en mesure de contester l'avantage de son adversaire et doit se résoudre à descendre en « Division 3 ».
| Barrage pour le maintien   | R. RC TOURNAISIEN                                                                                      | 3-1     | K. RC Mechelen                                                                                   |                                                                                                |                                                                                                |
| dimanche 15 mai 1960 15h00 | Rivière (1-0) 46e · Mangain (2-0) 59e · Rivière (3-0) 68e                                              | (0-0)   | 69e (2-1) De Weerdt                                                                              | J. Otten Arbitrage : M. Gérard Versyp Arbitres assistants : MM. Franz Geluck et Hubert Burguet | J. Otten Arbitrage : M. Gérard Versyp Arbitres assistants : MM. Franz Geluck et Hubert Burguet |
| dimanche 15 mai 1960 15h00 | Le Soir                                                                                                |         |                                                                                                  | J. Otten Arbitrage : M. Gérard Versyp Arbitres assistants : MM. Franz Geluck et Hubert Burguet | J. Otten Arbitrage : M. Gérard Versyp Arbitres assistants : MM. Franz Geluck et Hubert Burguet |
| dimanche 15 mai 1960 15h00 | Liénart Gaillet, Liégeois Devos, Timmermans, Degelas Van Sichem, Leblanc, Deneubourg, Rivière, Mangain | Équipes | Kluppels Verhasselt, Hofmans Liekens, Cornelis, Geens Reyniers, De Weerdt, De Rons, Cavens, Put. | J. Otten Arbitrage : M. Gérard Versyp Arbitres assistants : MM. Franz Geluck et Hubert Burguet | J. Otten Arbitrage : M. Gérard Versyp Arbitres assistants : MM. Franz Geluck et Hubert Burguet |

### Meilleur buteur
- Jozef Van Camp (K. FC Diest), 19 buts

## Récapitulatif de la saison
- Champion: K. SC Eendracht Aalst (2e titre en D2)
  - 2e promu: Patro Eisden

- Huitième titre de D2 pour la Province de Flandre orientale

| Région flamande (9)             | Région flamande (9) | Province de Brabant (3)      | Province de Brabant (3) | Région wallonne (4)    | Région wallonne (4) |
| ------------------------------- | ------------------- | ---------------------------- | ----------------------- | ---------------------- | ------------------- |
| Province d'Anvers               | 4                   | Région de Bruxelles-Capitale | 2                       | Province de Hainaut    | 2                   |
| Province de Flandre-Occidentale | 2                   | Province du Brabant flamand  | 1                       | Province de Liège      | 2                   |
| Province de Flandre-Orientale   | 2                   | Province du Brabant wallon   | 0                       | Province de Luxembourg | 0                   |
| Province de Limbourg            | 1                   |                              |                         | Province de Namur      | 0                   |

1. ↑  Au niveau footballistique, la province de Brabant est toujours unitaire malgré sa partition territoriale en 1995.

### Admission et relégation
Alost retrouve la « Division 1 » 13 ans après l'avoir quittée. Le club flandrien est accompagné par le Patro Eisden qui devient le 50e club différent à atteindre l'élite du football belge (le 4e cercle limbourgeois différent). Ils remplacent les deux relégués: Berchem Sport, qui vient de jouer 16 saisons de suite dans la plus haute division, et Beringen.
Le FC Sérésien retourne en Division 3 en compagnie du Racing de Malines, lequel quitte les deux premiers niveaux nationaux pour la première fois depuis 1909, soit 39 saisons. Les montants du 3e niveau sont Turnhout et l'UR Namur.

## Débuts en Division 2
Le K. OLSE Merksem SC devient le 100e club différent à intégrer le 2e niveau national du football belge, le 25e cercle différent pour la Province d'Anvers.